# 손정탁
손정탁(孫禎鐸, 1976년 5월 31일 ~ )은 대한민국의 전 축구 선수이다.

## 클럽 경력
광주 상무 불사조의 프로 첫 해인 2003년 4골을 기록하여 자신의 존재를 알렸고 2004년 군 제대 후 전북 현대 모터스 유니폼을 입었으나 미드필더 보강을 위한 전북의 요청에 맞춰 다음 해 시즌 도중 전재운과의 맞트레이드를 통해 수원 삼성 블루윙즈로 이적했지만 이렇다할 성과를 얻지 못한 채 2007년 창원시청 축구단을 끝으로 국내에서의 선수생활을 마감했다.